# Audrey Emery
Anna Audrey Emery (Cincinnati, 4 gennaio 1904 – Palm Beach, 25 novembre 1971) è stata un'ereditiera statunitense e moglie di uno degli ultimi granduchi russi.

## Biografia
Nata a Cincinnati, nell'Ohio, era la figlia minore di John Josiah Emery, milionario del settore immobiliare, e di sua moglie, nata Lela Alexander (e che in seguito divenne l'onorevole Mrs Alfred Anson). Aveva due sorelle, Alexandra (Mrs Benjamin Moore e Mrs Robert Gordon McKay) e Lela (Mrs Alastair Mackintosh e Duchessa di Talleyrand), e due fratelli, Thomas Emery e John Josiah Emery Jr. (che sposò Irene Gibson Post, la figlia dell'artista Charles Dana Gibson).
Nel 1926 sposò morganaticamente il granduca Dmitrij Pavlovič di Russia, in esilio dopo la rivoluzione russa del 1917.
Il granduca Kirill Vladimirovič Romanov, cugino di Dmitrij, elevò Audrey al rango principesco russo di knyaginya , un rango della nobiltà e non dinastico, con il consueto nome Romanovskaja a cui aggiunse anche Il'inskaja, dal nome della precedente tenuta di Dmitrij in Russia. Alcuni circoli di conoscenze e riviste di celebrità hanno interpretato questo come un titolo ducale (che effettivamente è una possibile traduzione, sebbene non convenzionale) e talvolta ci si è riferiti ad Audrey con il titolo di duchessa. In ogni caso, avendo ottenuto il titolo, ella fu la capostipite della casa principesca in esilio degli Il'inskij. A causa della mancanza di restrizioni circa la parità di matrimoni validi a tutti gli altri effetti, Audrey è divenuta anche Duchessa di Schleswig e Holstein-Gottorp, grazie al matrimonio con uno sposo che, in quanto membro minore di quella casata, aveva il diritto di portare tali titoli.
Nel 1928 diede alla luce il suo unico figlio, il principe Pavel Dimitrievič Romanovskij-Il'inskij, meglio conosciuto come Paul Ilyinsky; nel 1937 lei e Dmitrij divorziarono ed essa si trasferì in Francia con il figlio, sposando lo stesso anno un principe georgiano, Dmitrij Djordjadze; anche questo matrimonio finì con il divorzio. Dopo la fine di entrambi i suoi matrimoni, ella ritornò ad utilizzare il suo nome da nubile e venne conosciuta legalmente, e anche in società, come Mrs Audrey Emery.
Durante gli anni 1940 visse in Carolina del Sud ed in seguito si trasferì a Biarritz, in Francia; nel corso degli ultimi suoi anni di vita abitò in diverse casa a Palm Beach, in Florida. Negli anni 1960 si fece costruire una casa a Cincinnati, nell'Ohio, dove traslocò per stare più vicina al figlio ed alla sua famiglia. Audrey Emery morì a Palm Beach il 25 novembre 1971.
Nel 1922 suo figlio, Pavel Dimitrievič Romanovskij-Il'inskij, che era diventato cittadino americano, aveva servito nei marine ed era stato per tre volte sindaco di Palm Beach, tecnicamente succedette a capo della casa ducale e principesca di Holstein-Gottorp.